# Pär Stenbäck
Pär Olav Mikael Stenbäck (né le 12 août 1941 à Porvoo) est un homme politique finlandais qui a aussi travaillé pendant longtemps à la Croix-Rouge finlandaise et pour la Croix-Rouge internationale.

## Biographie
Il est membre du conseil municipal d'Espoo, et député du Parlement finlandais (1970-1985). 
Il a été ministre de l'Éducation (1979 à 1982), ministre des Affaires étrangères (1982 à 1983) et chef du parti du Parti populaire suédois (1977 à 1985). Pär Stenbäck reçoit un titre de ministre honoraire en 1999.